# Valentine Hugo
Valentine Hugo (Boulogne-sur-Mer, 16 maart 1887 – Parijs, 16 maart 1968), geboren als Valentine Marie Augustine Gross, was een Frans kunstschilder, illustrator en kostuumontwerper.

## Biografie
De vader van Valentine Hugo, Auguste Gross, was musicus en werkte als pianoleraar. Hij had "gekozen" voor Frankrijk toen de Elzas werd ingelijfd door het Duitse keizerrijk.

### Jeugd, opleiding enGroupe des Six
Van 1907 tot 1910 studeerde Valentine Gross aan de Académie des beaux-arts in Parijs. Na haar studie begaf ze zich in kunstenaarskringen en maakte ze kennis met Marcel Proust, André Gide, Paul Morand, Pablo Picasso, Jean Cocteau, Erik Satie, Maurice Ravel, Sergej Djagilev, Léon-Paul Fargue en Roger de La Fresnaye, die zij ontving in haar appartement aan de Rue de Montpensier in Parijs. In 1913 maakte ze in navolging van Vaslav Nijinsky de choreografie van de balletvoorstelling Le Sacre du printemps van Stravinski en tekende ze de bijbehorende kostuums.
Na de Eerste Wereldoorlog bleef ze haar vrienden van de Groupe des Six (de Groep van zes) zien en zo ontmoette zij Georges Auric.
In 1917 ontmoette ze de schilder Jean Hugo, achterkleinzoon van de schrijver Victor Hugo, met wie ze twee jaar later in het huwelijk trad. Het stel organiseerde een salon in hun appartement aan het Palais-Royal in Parijs. In 1921 creëerde zij samen met haar echtgenoot de kostuums voor het ballet Les Mariés de la tour Eiffel van Jean Cocteau. Dankzij hem ontmoette ze Raymond Radiguet. In 1921 en 1923 ging ze met de twee schrijvers op vakantie naar Grand Piguey, vlakbij Arcachon.
In 1924 ontwierp ze opnieuw de kostuums voor een toneelstuk van Jean Cocteau, Roméo et Juliette. Vervolgens leerde ze graveren.

### Surrealisten
Rond 1926 ontmoette ze de surrealisten. In 1929 had ze een verhouding met Paul Éluard, die net was verlaten door Gala Dalí, en in 1930 met André Breton, die haar fascineerde ondanks het feit dat hij haar relatief koel behandelde, terwijl zij toch beschouwd werd als een "extreem elegante vrouw". Twee jaar later scheidde ze van haar man.
Valentine Hugo portretteerde meerdere surrealisten en illustreerde de boeken van René Char, René Crevel, Paul Éluard, maar ook Lautréamont en bovenal de heruitgave van Contes bizarres van de Duitse schrijver Achim von Arnim, waarvoor Breton het voorwoord schreef.
Ze exposeerde samen met Max Ernst, Alberto Giacometti, Jean Arp, Pablo Picasso, Marcel Duchamp en Man Ray, maar maakte in die tijd in geestelijk opzicht een moeilijke tijd door, wat versterkt werd door de financiële crisis van 1929 en het instorten van de kunsthandel. In 1933 nam ze deel aan de Salon des Surindépendants in Parijs en in 1936 aan de tentoonstelling Fantastic art, Dada, Surrealism in het MoMA in New York. De zelfmoord van René Crevel in 1935 en het vertrek van René Char, Tristan Tzara en Paul Éluard raakten haar zeer en in 1927 besloot ze de groep op haar beurt te verlaten en het surrealisme de rug toe te keren.
In 1942 zag ze Paul Éluard terug in het kader van de uitgave van de revue La Conquête du monde par l’image. Aan het einde van haar leven woonde ze alleen en in geldgebrek in haar appartement in de Rue de Sontay, vlabij de Place Victor Hugo in Parijs, en in 1963 was ze genoodzaakt waardevolle boeken en schilderijen te verkopen. Ze overleed op 16 maart 1968 – haar verjaardag – op 81-jarige leeftijd.
In 1977 organiseerde het Centre culturel de Champagne in Troyes de eerste overzichtstentoonstelling van haar werk in Frankrijk.